# Delta Apodis
Delta1 Apodis (δ Aps, δ Apodis) é uma estrela dupla na constelação de Apus.
A estrela mais brilhante, δ¹ Apodis, é uma gigante de classe M (gigante vermelha) com uma magnitude aparente de +4,68. É classificada como uma variável irregular e seu brilho varia de magnitudes +4,66 a +4,87. A outra estrela, δ² Apodis, está separada por 102,9 segundos de arco e é uma gigante de classe K com uma magnitude aparente de +5,27.
Segundo medições de paralaxe pelo satélite Hipparcos, δ¹ Apodis está a 760 anos-luz da Terra, enquanto δ² Apodis está a 610 anos-luz de distância.